# Club de Deportes Valdivia
El Club de Deportes Valdivia es un club de fútbol de Chile, de la ciudad de Valdivia en la Región de Los Ríos. Fue fundado el 5 de junio de 1983 y compite en la Tercera División B, quinta categoría del fútbol chileno.
Su rivales clásicos son Provincial Osorno, considerado su archirrival, y Deportes Puerto Montt, también se mantiene una rivalidad en menor medida con Deportes Temuco dada su ubicación geográfica.

## Historia

### Fundación
El club fue fundado a las 11:00 horas del 5 de junio de 1983, por un grupo de valdivianos reunidos en el Coliseo Municipal de la ciudad, como parte de la idea de la Asociación Central de Fútbol (ACF), ente rector del fútbol chileno de la época, de extender el fútbol profesional hasta la Región de los Lagos (anteriormente, Temuco era el límite para los equipos del sur del país en esos años).

### Primeros años y ascenso a Primera División
El debut de Deportes Valdivia, cuyo primer entrenador fue Néstor Valdés, tuvo lugar en un partido amistoso disputado el 10 de julio de 1983 ante Deportes Concepción, que terminó con un empate 1-1. El primer gol de los albirrojos fue anotado por el mediocampista Juan Toro mediante tiro libre.
Luego, el club pasó cinco temporadas en la Segunda División de Chile, hasta que coronó una positiva campaña en el campeonato de 1987, obteniendo el primer lugar de la Zona Sur y, por lo tanto, el ascenso a Primera División el 24 de enero de 1988, tras derrotar por 1-0 a Ñublense, en Chillán, con gol de Luis Gormaz. El equipo, conformado por figuras cómo Mario Flores, José Gutiérrez, Laurence Tapia, Manuel Tobar, César Fritz, Carlos Maturana, Pedro Portales, Patricio Ponce, Jorge Cordero, Mario Hormazábal, Luis Gormaz, Ariel Fabbiani, Álex Castañeda Flores y Pedro González. El cuerpo técnico estaba conformado por Rolando García como director técnico, Pedro Matus como preparadores físicos, tutito fuentes y Óscar Valenzuela como kinesiólogo, Raúl Villablanca como utilero, y Joel Valenzuela como paramédico. Finalmente, Valdivia fue el subcampeón del torneo, tras perder el título en el partido final ante Deportes La Serena, ganador de la Zona Norte, por 1-2.
En la Primera División de Chile, Deportes Valdivia consiguió el décimo lugar del campeonato nacional de 1988, mientras que en la temporada de 1989 alcanzó las semifinales de la Copa Coca-Cola DIGEDER (actual Copa Chile), siendo el delantero Eric Lecaros el máximo anotador de ese certamen, con 16 goles. No obstante, en el torneo nacional de 1989, el club terminó en la decimosexta posición, lo que le significó el descenso a Primera B.

### Descenso a Tercera División y desaparición
En 1990, Deportes Valdivia tuvo una mala campaña en el campeonato de ese año que lo llevó al descenso a la Tercera División de Chile. La debacle radicaba en diversos problemas económicos y estafas, producto de malos contactos por parte de la directiva de aquel entonces y que, finalmente, concluyeron con la extinción del club a principios de 1991.
Así, pasaron doce años de receso, en los cuales participaron otros equipos en representación la ciudad de Valdivia:
- Deportivo Valdivia, entre 1991 y 1992.
- Real Valdivia en 1993.
- Deportes Las Ánimas, entre 1994 y 1996.
- Regional Valdivia, entre 1998 y 1999.

No obstante, durante 1997 y entre los años 2000 y 2003, la ciudad no tuvo representación en el fútbol chileno.
Desde el 19 de diciembre de 2003, por nombre, uniforme, símbolos y afición, el Club Deportivo Deportes Valdivia es el actual heredero del club desaparecido en el año 1991.

### Nace un nuevo club, fundación en honor al viejo torreón (2003-2005)
Tras años sin fútbol competitivo y tras haber participado varios clubes en la ciudad (como Las Animas y Real Valdivia entre otros), y tras la desaparición de Deportes Valdivia, una organización tuvo la iniciativa y fundó el Club Deportivo Deportes Valdivia el 19 de diciembre de 2003, reviviendo los símbolos del desaparecido Deportes Valdivia recibiendo apoyo monetario de la Universidad Austral de Chile y principalmente de la Ilustre Municipalidad de Valdivia. Por nombre, uniforme, símbolos y apoyo, el actual Deportes Valdivia es heredero del primer club extinto por el año 1991. Se hacen los esfuerzos para no caer en las dificultades que sus antecesores, creando su serie Cadete, donde se hace un trabajo directamente relacionado con el equipo Sub-23.
El equipo comienza su periplo deportivo en 2004 en el Torneo de Apertura de la Tercera División de Chile.
Las campañas del 2004 y 2005 no fueron las mejores, pero se pudo mantener en dicha categoría. Respecto al emblema o insignia de deportes Valdivia está fue creada por la Señora Karen Narváez profesional del área social, ella jamás imaginó que su diseño que creó a modo de favor, daría la identidad nacional y mundial por el cual es conocido Deportes Valdivia como "EL TORREÓN".

### Campañas destacadas (2006-2008)
En 2006 el "Torreón" formó un plantel sobre la base de jugadores de casa y un par de refuerzos de las divisiones inferiores de clubes grandes del país bajo el mando técnico de Jorge Caroca Rojas. El resultado de este trabajo fue una exitosa campaña en el primer semestre que terminó con Valdivia levantando la Copa de Campeón de Apertura de Tercera División ante Instituto Nacional. Tras eliminar a Colchagua en San Fernando en un partido que concluyó en definición a penales, Deportes Valdivia clasificó a las semifinales del Torneo de Clausura enfrentando a Iberia de Los Ángeles, primero como visitante donde cayó por 3 a 0 y terminando como local cayendo por 1 a 2, quedando relegado de la Liguilla de Ascenso a la Primera B.
El 10 de junio del 2006 surge un grupo de jóvenes autodenominados "Los ValxLluvia", la hinchada del equipo del Calle-Calle (nombre del río principal de Valdivia).
El año 2007, Valdivia vuelve a la carga asumiendo en la dirección técnica el ex seleccionado nacional Eduardo Soto, quién conformó un plantel joven y con experiencia en la División. El cuadro del Calle Calle finalizó puntero de su zona, ganando la totalidad de las ruedas de la fase regular y en la fase eliminatoria el sorteo indicó que el rival sería Malleco Unido. En el partido de ida jugado en Angol, Valdivia fue derrotado por 2 a 1 mientras que el partido de vuelta el elenco albirrojo empata 1 a 1 de forma polémica. Fueron decretados 16 minutos de descuento cuando el partido era ganado por Valdivia 1 a 0 desde los 66´ tras un cabezazo de César Gallardo. En el minuto 98, y luego de la salida por lesión del arquero Pablo Pacheco, Malleco empata el partido tras ser derrotado el juvenil Flores y que por gol de visita lo clasificaría a la siguiente fase.
El miércoles 9 de julio de 2008, Valdivia debutó en Copa Chile después de 18 años de ausencia ante Naval, por la Fase previa. El partido de ida efectuado en Talcahuano, Valdivia venció al conjunto chorero por 2-0. En el partido de vuelta, Valdivia consiguió un empate sin goles, clasificando así a la primera ronda donde se midió en partido único de local contra Deportes Puerto Montt. Este partido se jugó el 14 de septiembre y ganó Deportes Valdivia por 1 a 0 y clasificó a la siguiente ronda, donde se enfrentó a un clásico rival: Provincial Osorno, siendo goleado por 6-0 y así despidiéndose del torneo.

### El descenso a Tercera B (2009-2011)
Para el 2009 el desafío era clasificar a segunda ronda, la ronda final del torneo. Quedó en el Grupo Sur junto con Unión Temuco, Deportes Temuco, Iberia, Colchagua, San Antonio Unido, Linares Unido y Fernández Vial. Los resultados no fueron favorables y Valdivia terminó penúltimo, realizando una de sus peores campañas desde su regreso a la competencia de nivel nacional.
Jugando una liguilla para no bajar a Tercera B, el club entró en una profunda crisis futbolística, lo que derivó en el descenso a la cuarta categoría. El descenso se consumó luego de caer de visita por 6-0 frente a Colchagua.
En 2010, tras realizar una irregular campaña, Deportes Valdivia quedó eliminado de en la Primera fase del torneo, luego de caer de visita por 2-1 frente a Lautaro de Buin. Con esto, el club se resignó a permanecer por una temporada más en la cuarta categoría. Sin embargo, una error administrativo de Academia Samuel Reyes le permitió seguir participando por el ascenso. En esta nueva oportunidad venció a Rengo Unido, pero el ingreso de un jugador de Valdivia sancionado por acumulación de tarjetas amarillas en uno de los partidos les privó de la posibilidad de seguir en el torneo.
A principios de 2011, el exfutbolista Marcelo Salas, quien es propietario de Unión Temuco, confirma su adquisición del 65% del club., ya a fines de dicho año se acuerda que Salas adquiera el 95% de las acciones, con esto se convierten en la "filial" de Unión Temuco.Su participación duraría hasta el año siguiente.

### Retorno a Tercera A (2012-2013)
El 2011 el equipo tuvo una gran campaña oscilando entre el primer y segundo puesto de la tabla de posiciones prácticamente todo el torneo y clasificando segundo con 28 puntos a la segunda fase del torneo. En la liguilla final, compitió directamente con Deportes Linares, equipo que finalmente logró el título. Deportes Valdivia consiguió el subcampeonato y su ascenso tras empatar 1-1 como local ante Ferroviarios.

### Regreso de Deportes Valdivia al fútbol profesional (2013-2016)
El sábado 8 de septiembre de 2012, Deportes Valdivia logró terminar con la maldición y logró ascender a la Segunda División Profesional para la temporada 2013, tras 22 años de ausencia en dicha división, tras golear como local a Enfoque por 4 a 0 (había perdido por 3 a 2 como visitante en el partido de ida, efectuado la semana anterior). Esto significó que el club lograra su segundo ascenso consecutivo de una categoría a otra, en menos de 2 años. En 2013, la dirigencia del Club Deportivo Deportes Valdivia al clasificar pudo optar por ser aceptado en la Asociación Nacional de Fútbol Profesional en la Segunda División, al lograr tener los requisitos y la ANFP decide revivir al antiguo club extinto.
La siguiente afirmación no es oficial pero se podría tomar como una posible fusión de ambas escuadras la autodenominada nueva institución nacida en el siglo XXI y la extinta por los años noventa.
El domingo 8 de mayo de 2016, se coronaron campeones de la Segunda División Profesional del fútbol Chileno, tras vencer como local por 5-1 a Deportes La Pintana, en la última fecha de la Liguilla de Ascenso del campeonato y así jugarán en Primera B para el siguiente torneo; ya que el cuadro valdiviano superó por 4 puntos de distancia, a su más cercano perseguidor San Antonio Unido, equipo que obtuvo su segundo subcampeonato consecutivo en la categoría. Sin embargo, una regla de la ANFP que dice que  cualquier club que suba de la Segunda División Profesional, debe pagar 1.200 millones de pesos (cerca de dos millones de dólares), impedía al cuadro valdiviano ascender, por no tener como pagar esta millonaria cuota, el martes 24 de mayo en un consejo de presidentes de la ANFP, decidió flexibilizar su postura económica para que el equipo del Torreón pudiera concretar su ascenso, el acuerdo consistía en que Valdivia pagara la mitad del monto exigido, es decir, unos 600 millones de pesos, con plazo hasta el 9 de junio, lo que le permitiría subir de categoría, a la propuesta, se le suma que el resto del dinero (los otros 600 millones de pesos) fueran descontados de los ingresos que le correspondan por los derechos de televisación del CDF, en 18 cuotas.
Finalmente el viernes 8 de julio, 2 meses después del ascenso ganado en cancha, se reunió el Consejo de Presidentes de la ANFP para abordar la situación de Deportes Valdivia, accediendo el club a pagar lo acordado en el consejo del día martes 24 de mayo, con esto se aseguró el ingreso del cuadro valdiviano a la Primera B.

### Campeonato Loto Primera B (2016-2018)
Durante la segunda mitad del año 2016, el equipo "Torreón" tras 26 años de ausencia, integrará la segunda categoría del fútbol nacional de Chile, buscando así su opción de volver al campeonato de primera división, donde solo habrá un ascenso para esta categoría, pero para lograr dicho objetivo, tendrá que superar un calendario deportivo complicado.
En la primera fecha jugó ante Unión La Calera, equipo recién descendido del campeonato Scotiobank Primera División en el Estadio El Chuinquihue de Puerto Montt por remodelación del Parque Municipal y la Negativa externa de hacer de local en el Municipal Rubén Marcos Peralta de Osorno, donde una fuerte lluvia acompañó al equipo en el empate 1 -1 siendo Eric Pino Caro quien marcara el primer gol del  "Torreón" en Primera B tras 26 años. 
En la segunda fecha el equipo "Cervecero" quedó libre, por lo que jugó un amistoso ante la Selección ANFA de los Lagos, donde venció 11 goles a 1.
En la tercera fecha viajó hasta el estadio Bicentenario La Granja donde disputó un reñido duelo ante uno de los favoritos de la división, Club Deportes Curicó Unido, donde Deportes Valdivia consiguió un empate 1 -1 en su visita donde nuevamente Eric Pino Caro marco para el Club Albirrojo.
El equipo terminó 12 en un torneo en el que no hubo descenso. Para el Torneo de Transición 2017 bajó el rendimiento y terminó 15, al punto de salvarse en la última fecha del descenso; el descendido fue Iberia. Sin embargo, el 2018 fue totalmente opuesto ya que la campaña mejoró al punto de quedar cuartos y acceder a una liguilla de ascenso a Primera División, en la cual serían goleados por Santiago Wanderers en cuartos de final.

### Nuevo Descenso a Segunda División
Para la temporada de 2019, Deportes Valdivia realizaría una mala campaña, que lo mantendría ocupando la última posición en la tabla, pero faltando solo 3 fechas para el término del campeonato, un Estallido social ocurrido en el país en el mes de octubre, obligo a la paralización del torneo y ante la imposibilidad de jugar las fechas restantes, se decidiría culminar el campeonato, respetando los cupos de ascenso, pero eliminando el descenso de categoría. De cara a la siguiente temporada, se decidiría otorgar el descenso al club con peor coeficiente de rendimiento de las dos últimas temporadas. ante esto, una nueva mala campaña realizada, sumado a la pésima campaña del año anterior, le significaría ocupar la última posición, descendiendo nuevamente a la segunda división para 2021.
Nuevamente en la Segunda División, de cara a la temporada 2023, nuevos problemas económicos le traerían graves consecuencias, ya que después de ser denunciado por irregularidades, a falta de una fecha, el Torreón recibiría el castigo de la resta de 6 unidades, lo que lo llevaría a tener que buscar la permanencia en la categoría, en la última fecha frente a Iberia, en donde necesitaba ganarle como visita al cuadro de Los Ángeles para salvarse, cosa que no lograría al caer 3 a 2 en calidad de forastero, condenando así un nuevo descenso a la Tercera División A, siendo acompañado precisamente por el mismo Iberia.

### Descenso por secretaría a la Tercera B
En la temporada 2024, Deportes Valdivia realizó una campaña mediocre en la Tercera División A, terminando el torneo en los puestos de mitad de la tabla. Sin embargo, una vez finalizado el torneo, los problemas económicos se agravaron cada vez más y la ANFA terminó sancionando al equipo valdiviano, con el descenso a la Tercera División B, para la temporada 2025.

## Clásicos
El Club de Deportes Valdivia mantiene una rivalidad con su archirrival de la ciudad vecina Provincial Osorno, así como también con Deportes Puerto Montt y en menor media con Deportes Temuco, el historial en partidos oficiales contra sus rivales hasta el 2023 es el siguiente:
| Rival             | PG | PE | PP |
| ----------------- | -- | -- | -- |
| Provincial Osorno | 10 | 8  | 9  |

- Mayor goleada conseguida: 7-2 en Primera División B (1987)

- Mayor goleada recibida: 6-0 en Copa Chile 2008

| Rival                 | PG | PE | PP |
| --------------------- | -- | -- | -- |
| Deportes Puerto Montt | 20 | 12 | 13 |

- Mayor goleada conseguida: 4 - 0 en Copa Chile 2018
- Mayor goleada recibida: 5 - 0 en Primera División B (2019)

| Rival           | PG | PE | PP |
| --------------- | -- | -- | -- |
| Deportes Temuco | 8  | 7  | 9  |

- Mayor goleada conseguida: 3 - 0 en Primera División B (1987)
- Mayor goleada recibida: 4 - 1 en Primera División B (2019)

## Símbolos

### Escudo

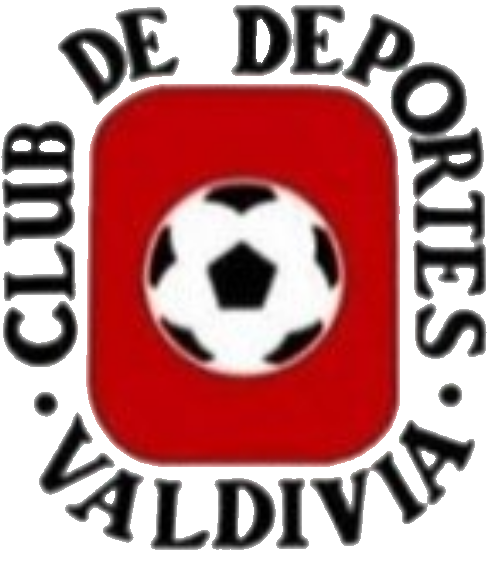
1983
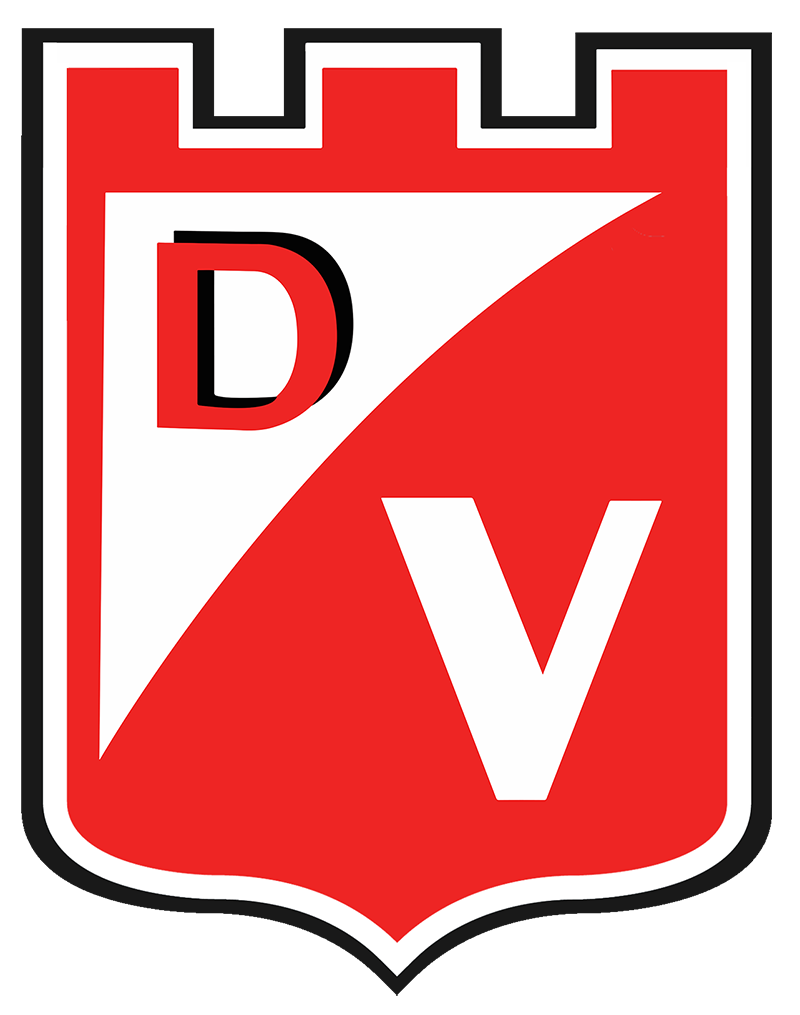
2003

## Uniforme

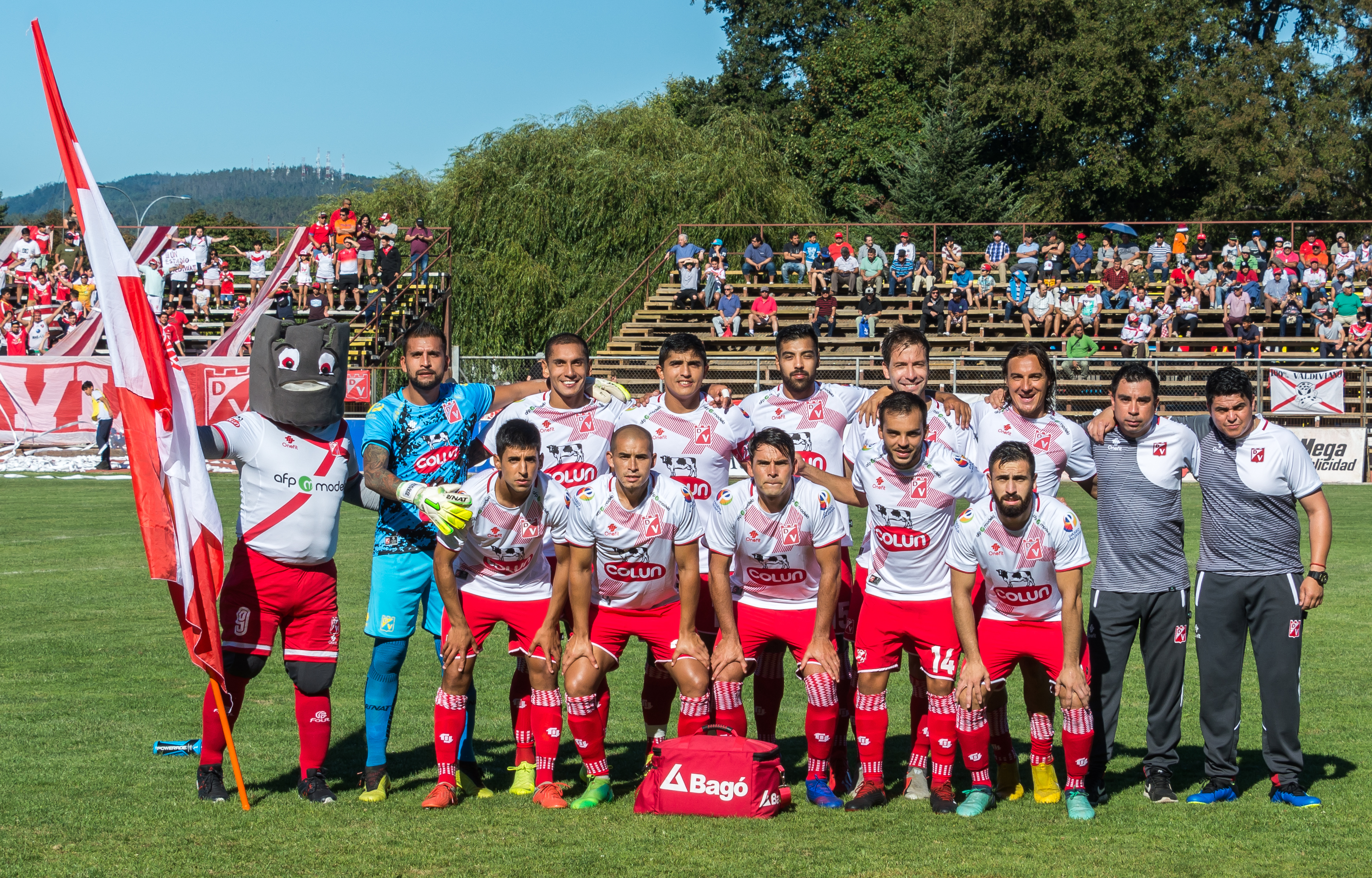
Formación del equipo titular en 2019, en un partido contra Club de Deportes Santa Cruz.

Usa los colores del clásico Deportes Valdivia, cambian los colores en el 2005 a negro con vivos rojos y amarillo como suponiendo una cábala nefasta, ya que el fútbol valdiviano, con el blanco y rojo, no ha podido resituarse en lo alto, como en los ochenta estuvo; no obstante, son los colores valdivianos. Al año siguiente son retomados por el equipo del "Torreón". 
En 2005 fue auspiciado por la Universidad Austral en sus 50 años. En 2006 fue auspiciado por Collico, Arauco y otros, los cuales solo algunos jugadores tenían estampada la camiseta con auspiciadores. Desde el 2007 hasta el 2009 el uniforme fue auspiciado por Arauco. En 2010 usaron el uniforme de la temporada 2007 con medias verdes y negras.
En 2006 su uniforme principal fue de color blanco y rojo. Desde 2007 cambia la indumentaria Four por la marca deportiva internacional italiana Lotto la cual ya lleva 2 temporadas en el club con el cual ha tenido 2 diseños de camisetas. Con la caída a tercera división B, Lotto dejó de hacer diseños para el Torreón por lo tanto la marca Bullsen regaló 2 juegos de camisetas blancas y rojas más shorts. El año 2012 la internacional Umbro auspicia al club teniendo como marcas en la camiseta a Colún y Techo. Desde 2016 usa la indumentaria Onefit y como auspiciador en su camiseta a AFP Modelo.
En junio del 2019, el equipo presentó un tercer uniforme inspirado en los colores de la Región de Los Ríos siendo la camiseta con un degradado de verde y azul, pantalones y calcetas verdes. Uniforme que fue utilizado mayoritariamente en partidos por la Copa Chile MTS 2019, siendo el partido de vuelta por Octavos de final contra Unión Española la última vez que sería utilizada.
Desde 2021 el club cambia de indumentaria, por lo que KS7 es la nueva marca deportiva y como auspiciador principal Colun.
La empresa nacional OneFit vuelve al equipo Valdiviano en 2022 para enfrentar una nueva campaña en Segunda División Profesional. Con el debut del club en la Copa Chile Easy 2022 se presentó una camiseta especial albirroja con pantalones y calcetas blancas que se utilizó para el debut frente a Provincial Ranco, duelo único que finalmente fue para el equipo milenario dejando eliminado al "Torreón" de esta edición copera. Sin embargo la camiseta fue utilizada también para una serie de amistosos previos al inicio del campeonato, duelos frente a Pilmahue de Villarrica y Provincial Osorno.
- Uniforme titular: Camiseta blanca con vivos rojos, pantalones rojos y calcetas blancas.
- Uniforme alternativo: Camiseta roja con vivos blancos, pantalones rojos y calcetas rojas.

### Uniforme titular
| 1983 | 1985 | 2007 | 2008-2009 | 2010 | 2011 | 2012 | 2013 | 2015 |

| 2016 | 2019 | 2020-21 | 2021 | 2022 | 2023 | 2024 |

### Uniforme alternativo
| 1985 | 2007 | 2008-2009 | 2010 | 2011 | 2012 | 2013 | 2015 | 2016 |

| 2019 | 2020-21 | 2021 | 2022 | 2023 |

### Tercer uniforme
| 2019 | 2022 | 2023 |

### Equipamiento
| Período   | Proveedor             |
| --------- | --------------------- |
| 1989-1990 | Adidas                |
| 2006      | Four                  |
| 2007-2011 | Lotto                 |
| 2012-2013 | Umbro                 |
| 2013-2015 | Dalponte              |
| 2015-2016 | Training Professional |
| 2016-2021 | OneFit                |
| 2021      | KS7                   |
| 2022-     | OneFit                |

| Período   | Auspiciador         |
| --------- | ------------------- |
| 1983-1984 | Masisa              |
| 1985-1986 | Molino Collico      |
| 1987      | Schulz              |
| 1988-1990 | Varig               |
| 2005      | Universidad Austral |
| 2006      | Molino Collico      |
| 2006-2009 | Arauco              |
| 2012-2014 | Techo               |
| 2014-2015 | Saesa               |
| 2016      | Nazca Ventures      |
| 2016-2018 | AFP Modelo          |
| 2019-     | Colún               |

## Estadios
Desde 2013 el club utiliza nuevamente el Estadio Parque Municipal con mayor capacidad que el Estadio Félix Gallardo utilizado entre los años 2010 y 2012 que actualmente maneja como alternativa.
El 2014 también hizo de local en Estadio Municipal Edmundo Larre Bollmann de Río Bueno, ante el conjunto de Deportes Melipilla y otros equipos de la segunda división, por lo que este es considerado el segundo lugar de localía del equipo ya que pertenece a la misma región y a solo una hora de distancia.
En 2016 el club vuelve a utilizar el Estadio Parque Municipal para sus cotejos.
En el segundo semestre del 2016 el equipo de la Región de los Ríos entregó su cuadro de cargos del club a la ANFP donde destacan 3 estadios para ejercer su localía, el Estadio Parque Municipal de Valdivia, el Estadio Centenario de La Unión (Chile) y el Estadio Municipal Rubén Marcos Peralta, este último perteneciente a la ciudad de Osorno.
En 2020, y debido a la pandemia de COVID-19, Valdivia hará de local en el Estadio Germán Becker de Temuco.
Desde el 30 de mayo del 2021, el "Torreón" nuevamente utiliza el Estadio Parque Municipal para ejercer su localía en el marco de su participación por la Segunda División Profesional.

## Hinchada
La barra oficial del club, autodenominada "Los Valxlluvia" acompaña al equipo desde su fundación el 11 de junio del año 2006, a diferencia de otras barras organizadas del país, esta se caracteriza por no ser seguidores conflictivos.
Al ser un Club joven refundado en 2003, el equipo recién cosecha hinchas fieles y suele jugar con un público promedio de 1000 espectadores. llegando a los 3500 en partidos importantes, superando en estas ocasiones el 80% de la capacidad total de su estadio. 
El récord de público del club, se dio el año 1989 en un partido válido por la semifinal de Copa Chile ante Colo-Colo, en dicha ocasión el estadio municipal contó con la presencia de 7533 espectadores, desbordando su capacidad máxima de 5.000.

## Datos del club
- Temporadas en Primera A: 2 (1988-1989)
- Temporadas en Primera B: 11 (1983-1987, 1990, 2016-2020)
- Temporadas en Segunda División Profesional: 7 (2013 - 2016, 2021-2023)
- Temporadas en Tercera A: 9 (2004-2009, 2012, 2024)
- Temporadas en Tercera B: 3 (2010-2011, 2025-)
- Mejor puesto en Primera División: 10° posición (1988)
- Mejor puesto en Copa Chile: Semifinalista (1989) (Deportes Valdivia (4) 0 - 0 Colo-Colo (5)

## Filiales

### Femenino
El Club de Deportes Valdivia cuenta con una rama femenina de fútbol representada por el Club Deportivo Universidad Austral de Chile, compite en la Primera B de Fútbol Femenino.

### Futsal
También cuenta con una rama de Futsal Masculino en la Segunda División de Futsal  y una rama femenina en la Primera División Femenina, en la cual cuenta con 3 titulos conseguidos en 2021, Apertura 2022 y Clausura 2022 (Tricampeonato) en donde además ha competido a nivel internacional en la Copa Libertadores de Futsal Femenino. Ambas Ramas son representadas por el Club Deportivo Gedeón, siendo el equipo femenino la rama más exitosa en la historia del club.

## Jugadores

### Plantilla 2024
- Los equipos chilenos están limitados por la ANFP a tener en su plantel un máximo de tres futbolistas extranjeros.
- Por disposición de la ANFP el número de las camisetas no puede sobrepasar al número de jugadores inscritos.

### Altas 2024
| Jugador        | Posición | Procedencia | Tipo |
| -------------- | -------- | ----------- | ---- |
| Benjamín Povea | Defensa  | Iberia      |      |

### Bajas 2024
| Jugador         | Posición      | Destino               | Tipo            |
| --------------- | ------------- | --------------------- | --------------- |
| Martín Quezada  | Portero       | O'Higgins             |                 |
| Ricardo Escobar | Defensa       | Deportes Limache      |                 |
| Gonzalo Medina  | Defensa       | San Marcos            | Fin de préstamo |
| Max Gatica      | Defensa       | Santiago Morning      |                 |
| Diego Salas     | Defensa       | General Velásquez     |                 |
| Matías Pavez    | Mediocampista | Deportes Melipilla    |                 |
| Carlos Opazo    | Mediocampista | Deportes Melipilla    |                 |
| Cristian López  | Delantero     | Deportes Puerto Montt |                 |

## Entrenadores

### Cronología
Los entrenadores interinos aparecen en cursiva.
- Néstor Valdés (1983)
- Jorge Venegas (1985-1986)
- Rolando García (1987-1988)
- Leonel Herrera (1988-1989)
- Pedro Matus (1989)
- Gastón Guevara (1990)
- Luis Marcoleta (1995)
- Manfredo González (2004)
- Juan Francisco Vásquez (2004)
- Ned Barbosa (2004-2005)
- Jorge Caroca (2005-2006)
- Eduardo Soto (2007)
- Humberto López (2008)
- Eduardo Soto (2008-2009)
- René Milanca (2009-2011)
- Christian Muñoz (2012)
- Ricardo Lunari (2013)
- Luis Landeros (2013-2014)
- Víctor Cancino (2014)
- Gerardo Reinoso (2014-2015)
- Hugo Balladares (2015-2016)
- Ricardo Lunari (2016)
- Víctor Cancino (2016)
- Germán Cavalieri (2016-2017)
- Claudio Rojas (2017)
- Jorge Aravena (2017-2019)
- Pedro González (2019)
- Arturo Norambuena (2019)
- Jürgen Press (2019-2020)
- Fernando Ruiz (2020)
- Lautaro Peña (2020-2021)
- Germán Cavalieri (2021)
- Luis Marcoleta (2021-2023)
- Vicente Kalleg (2023-)

## Palmarés

### Torneos nacionales
| Competición                                 | Títulos | Subcampeonatos |
| ------------------------------------------- | ------- | -------------- |
| Segunda División Profesional de Chile (1/0) | 2015-16 |                |
| Torneo Apertura Tercera División (1/0)      | 2006    |                |
| Primera B de Chile (0/1)                    |         | 1987           |
| Tercera División B de Chile (0/1)           |         | 2011           |

### Torneos regionales
| Competición                          | Títulos | Subcampeonatos |
| ------------------------------------ | ------- | -------------- |
| Octagonal Regional del Bio-Bio (0/1) |         | 2024           |